# Хоменкове (Роменський район)
Хо́менкове — село в Україні, у Роменському районі Сумської області. Населення становить 68 осіб. Входить до складу Липоводолинської селищної громади.
Після ліквідації Липоводолинського району 19 липня 2020 року село увійшло до Роменського району.

## Географія
Село Хоменкове розташоване поблизу сіл Аршуки, Чирвине та Мельникове.
По селу тече струмок, що пересихає, із загатою.

## Історія
Село постраждало внаслідок геноциду українського народу, проведеного урядом СРСР 1923–1933 та 1946–1947 роках.
До 2019 року орган місцевого самоврядування — Московська сільська рада.

## Економіка
Молочно-товарна ферма.

## Відомі люди
- Никанор Онацький (1874–1937) — живописець, поет, педагог, мистецтвознавець, громадський діяч. Організатор та директор Сумського художнього музею.